# Клячкин, Евгений Исаакович
Евге́ний Исаа́кович Кля́чкин (23 марта 1934, Ленинград — 30 июля 1994, Израиль) — советский певец, поэт и композитор, гитарист, автор-исполнитель.

## Биография
Евгений Исаакович Клячкин родился 23 марта 1934 года в Ленинграде. Его отец работал помощником мастера на ткацкой фабрике, мать — в аптеке. В апреле 1942 года во время ленинградской блокады мать умерла, отец был на фронте, и Женю эвакуировали из блокадного города в Ярославскую область, где он воспитывался в детском доме. В сентябре 1945 года отец забрал сына в Ленинград.
В 1952 году поступил в Ленинградский инженерно-строительный институт и в 1957 году с отличием окончил его, получив специальность «городское строительство и хозяйство». Работал инженером-проектировщиком в строительных организациях Ленинграда (ГСПИ-1, Ленпроект, Ленинградское отделение Художественного фонда и др.).
Летом 1957 года участвовал во Всемирном фестивале молодёжи и студентов в Москве.
В октябре 1961 года он написал свою первую песню, «Туман», на стихи К. Кузьминского. С этого момента начинается путь Е. Клячкина как барда. Подобно большинству своих сверстников-бардов, Е. Клячкин играл на семиструнной гитаре. Поначалу сочинял песни на стихи других поэтов — И. Бродского, К. Кузьминского, А. Вознесенского, Г. Горбовского и др., затем у него стало появляться всё больше песен на собственные стихи. Многие в СССР именно через песни Е. Клячкина познакомились с поэзией Иосифа Бродского, для которого с 1960-х годов были закрыты все официальные возможности для публикации. Песни Е. Клячкина «Пилигримы», «Рождественский романс», «Ни страны, ни погоста…», романсы Мышкина, Арлекина, Коломбины, Чёрта и других персонажей поэмы Бродского «Шествие» до сих пор остаются признанными вершинами авторской песни.
В 1963—1964 годах Клячкин посещал семинар по работе с самодеятельными композиторами при Ленинградском отделении Союза композиторов СССР. В середине 1980-х ушёл на профессиональную сцену. Выступал как артист Ленконцерта и Росконцерта.
В 1987 году Клячкин был председателем жюри конкурса авторской песни в Твери, на котором «Приз зрительских симпатий» получил Михаил Воробьёв, впоследствии ставший известным как Михаил Круг. Именно Клячкин сказал фразу, давшую Воробьёву толчок к серьёзному занятию творчеством: «Миша, тебе надо работать…»

## Репатриация в Израиль
В апреле 1990 года Е. Клячкин с семьёй репатриировался в Израиль, где проживал в городе Ариэле. Работал по специальности, полученной ещё в СССР, выступал с концертами, был на гастролях в США. Некоторые его песни были переведены на иврит. В дальнейшем автор создал израильский цикл песен. На своё шестидесятилетие в марте 1994 года он приехал в Россию, дал несколько концертов в Москве, Санкт-Петербурге и Туле.
Евгений Клячкин погиб во время купания в Средиземном море 30 июля 1994 года — у него остановилось сердце. «Уплыл в море, оставив нас на берегу», — сказал об этом Ю. А. Кукин.
Песенное наследие Е. Клячкина состоит более чем из 300 произведений. Около 70 из них написаны на стихи других авторов.

## Издания
- Клячкин Е. И. Не гляди назад / Сост. А. Левитан, М. Левитан; худ. Ю. Далецкая; ред. Ф. Дымов; нотная графика В. Пальчиков; комп. графика А. Ландер; муз. ред. В. Фиалко; рук. проекта Л. Левин; тех. ред. Н. Аккуратова. — СПб: Бояныч, 1994. — 224 с. — ISBN 5-7199-0016-0.
- Клячкин Е. И. «Оглянусь на всё, чем жил»: Песни, стихи, проза / Сост. А. Левитан, М. Левитан: худ. Л. Вихорева; ред. Ф. Дымов. — СПб: Бояныч, 1999. — 152 с. — ISBN 5-7199-0106-X.
- Клячкин Е. И. «Живы, покуда любимы!»: Песни. Воспоминания об Е. Клячкине / Сост. А. Левитан, М. Левитан; нотная расшифровка Э. Блехштейн; рук. проекта Л. Левин; продюсер В. Кузнецов. — СПб: Лань, 2000. — 656 с. — (Мир культуры, истории и философии). — ISBN 5-8114-0220-1.
- Клячкин Е. И. Осенний романс. — М: Локид, 2003. — 479 с. — 5500 экз. — (Соло XX века). — ISBN 5-320-00426-5.

## Дискография
Записи песен Клячкина выпущены на трёх виниловых пластинках на фирме «Мелодия»:
- «Осенний мотив» (1987)
- Песни Е. Клячкина. СССР. Фирма «Мелодия». МОЗГ. 1987 г. 33 об. Конверт: Стандартный. 175 мм. Г 92-07429-32. Небесно-голубой. Песни Е. Клячкина. Возвращение, Псков (выходила отдельной двухсторонней пластинкой № 5 в комплекте «III фестиваль самодеятельной песни») /Песни Е. Клячкина. Двое, Песня без названия, Осенняя песня (выходила отдельной двухсторонней пластинкой № 5 в комплекте «III фестиваль самодеятельной песни»).
- «Пилигримы» (1990) — песни на стихи Иосифа Бродского
- «В сторону Руси» (1995)
- «Моим ровесникам» (1995)
- «Концы и начала» (1996)
- «Лучшие песни» (2000)
- «Евгений Клячкин. Российские барды» (2001)

В 1995 году фирма «Московские окна» выпустила аудиокассеты «Мокрый вальс» и «Мелодия в ритме лодки», в 1996 году МП «Авторская песня» выпустила кассету «Моим ровесникам», в 1999 вышла аудиокассета «Ни о чём не жалеть» (М.: Музыкальное издательство М. О.).

## Память
С 1995 года ежегодно 30 июля в 19.00 друзья и почитатели творчества Е. Клячкина собираются в Санкт-Петербурге на Стрелке Васильевского острова под Ростральными колоннами.